# Пьотър Кропоткин
Вижте пояснителната страница за други личности с името Кропоткин.
Княз Пьотър Алексеевич Кропоткин (на руски: Пётр Алексе́евич Кропо́ткин) е руски учен географ, писател, революционер и теоретик на анархизма.
Той е един от първите „законодатели“ на анархо-комунизма – социалният модел, който пропагандира, е комунално общество, което не е ограничено от централно управление (правителство). Той е сред авторите на 11-ото издание на Енциклопедия Британика.

## Ранни години (1842 – 1862)
Кропоткин е роден на 27 ноември (9 декември) 1842 година в Москва, Русия, в княжеско семейство, водещо началото си от първия руски княз Рюрик. Баща му княз Алексей Петрович Кропоткин е крупен земевладелец, притежаващ близо 1200 работници (крепостни селяни) в три различни губернии. Майка му Екатерина Николаевна Сулима е дъщеря на генерал от руската армия.
Пьотър учи у дома, след което в гимназия в Москва, и е сред първите випускници на императорския Пажески корпус (1862), но се отказва от придворна кариера. За дистанцирането му от двореца явно изиграва роля и обстоятелството, че в Петербург, именно в княжеския дом на своя леля, Кропоткин за пръв път се запознава с революционната литература и по-специално с „Полярна звезда“ на Александър Херцен. При това, за ужас на баща му, военната кариера отблъсква Кропоткин още при постъпването му в Пажеския корпус. Неговото огромно желание по това време е да следва в университета, но за момента то е неосъществимо, тъй като е ясно, че то няма да получи одобрението и финансовата подкрепа на баща му. При това положение Кропоткин решава да отиде в Сибир.

## Експедиционна дейност (1863 – 1866)
В периода от 1863 до 1866 г. Кропоткин осъществява няколко експедиции в Източен Сибир и Далечния изток на Русия, публикувайки резултатите в научни трудове, които по-късно му носят световна известност като учен. Извършва физико-географски и геоложки изследвания на реките Амур, Сунгари и Усури, Саянските планини и планината Голям Хинган.

### Изследвания в Китай (1864)
През 1864 изследва северната част на Голям Хинган (2034 m), на 51º с.ш., в хребета Илхури-Алин (1290 m) открива група изгаснали вулкани, а в края на лятото изследва река Сунгари (десен приток на Амур) от устието ѝ до Гирин (около 1100 km).

### Експедиция в Източните Саяни (1865)
През 1865 пътешества в Източните Саяни, като изследва цялото течение на река Иркут (488 km, ляв приток на Ангара), в т.ч. Тункинската котловина и горното течение на река Ока (ляв приток на Ангара), където открива признаци от неотдавнашен вулканизъм – значителни потоци от лава и малки кратери.

### Експедиция в басейна на Витим (1866)
През 1866 г. възглавява голяма експедиция, организирана от Сибирския отдел на Руското географско дружество със средства на златотърсачи, за търсене на път между Ленските златодобивни рудници и град Чита.
През май 1866 експедицията потегля от Иркутск, достига до река Лена и се спуска по нея на 50 km надолу от устието на десния ѝ приток Витим. От там завива на юг и навлиза в Патомската планинска земя (1771 m), пресича я до горното течение на река Жуя (337 km, от басейна на Ольокма), където се намират Ленските златодобивни рудници и продължава на юг. В района на рудниците Кропоткин открива ледникови наноси, което му дава основание да докаже, че в миналото Сибир е бил обхванат от мощна ледникова покривка. Експедицията пресича хребета Кропоткин (открит от него, 1647 m, вододел между Жуя и Витим) и хребетите Делюн-Урански (2287 m) и Северомуйски (2561 m), между 55º 30` и 57º с.ш. и достига до река Муя (288 km, ляв приток на Витим). Продължава на юг и завършва откриването на Южномуйския хребет, пресича Витимското плато (1200 – 1600 m) и Яблоновия хребет (1680 m) и по река Чита се спуска до град Чита. Покрай левия бряг на реката открива североизточните части на Черския хребет.

## Научна дейност (1867 – 1871)
След активна дейност в Сибир, в процеса на която се формира като учен-географ и геолог, осъществява редица открития от емпиричен характер чрез смели пътешествия в района, както и теоретически изследвания, които значително допринасят за изучаването на географията на Сибир, в началото на есента на 1867 г. Кропоткин се установява в Петербург и се заема да осъществи голямата си мечта – да следва в университета. Постъпва в математическото отделение на физико-математическия факултет на Петербургския иниверситет. Наред със следването в университета, както и след това, Кропоткин осъществява активна научна дейност в областта на геологията и географията, представляваща продължение на изследванията му през сибирския период. При това е избран за секретар на отделението за физическа география към Руското географско дружество, вследствие на което е ангажиран със значителна научно-организационна дейност. От ноември 1867 до юли 1868 г. публикува в раздел „Естествознание“ на вестник цикъл научнопопулярни обзорни статии за актуални научни и технически постижения. В хода на цялата тази разностранна по форми научна дейност продължава да чете и размишлява по философско-научни и социално-политически проблеми.
През 1871 г. изследва ледниковите наноси в Швеция и Финландия. Теоретично доказва наличието на архипелага Земя на Франц Йосиф. През есента на 1871, докато е още във Финландия, Кропоткин получава телеграма от Научния съвет на Руското географско дружество, която гласи: „Съветът Ви моли да приемете длъжността секретар на дружеството“. Само по себе си това предложение е голямо признание за младия учен и същевременно то открива прекрасни възможности за по-нататъшна успешна научна дейност. В този момент Кропоткин прави втория голям избор в живота си, с решаващо значение за по-нататъшния му житейски път: телеграфически отказва направеното предложение. При това той се ръководи от солидни мотиви: дава си ясна сметка, че приемането на поста изисква изцяло да се съсредоточи върху научните занимания. Тъкмо по това време обаче той решава наред с извършването на напрегната научна дейност да се включи в социалистическото движение за освобождението на трудещите се от експлоатацията и политическия гнет. При тогавашните условия това означава да се включи в нелегална политическа дейност, изпълнена с рискове и напрежение, което е несъвместимо с изпълнението на секретарската длъжност.

## Емиграция и анархизъм (1872 – 1917)
Решението на Кропоткин да се включи в социалистическото движение веднага поражда пред него проблем за нов избор – в кой именно от двата клона на това движение, водещи борба помежду си, да се включи: социалдемократическия, вдъхновен от идеите на Карл Маркс, или анархическия, вдъхновен от идеите на Михаил Бакунин.
В началото на пролетта на 1872 г. Кропоткин заминава за Швейцария, където се запознава с деятелите на първия Интернационал. Секциите на Интернационала развиват активна дейност и представят двата клона на социалистическото движение – марксисткото и бакунисткото. Кропоткин скоро става член на Интернационала, участва в събранията на негови секции, отначало в марксистки, а след това във федералистки, т.е. доминирани от привържениците на Бакунин – в Цюрих, Женева, Ньошател, а оттам отива при работниците часовникари в малки работнически селища в планината Юра, където чете социалистическа литература, общува със социалисти от различни идейни течения, с комунари, със съратници на Бакунин, но с най-голям интерес и охота общува с обикновени работници, прегърнали идеите и делото на Интернационала.

Наблюденията му върху политическото поведение на социалдемократите марксисти буди у него отвращение от тях. За Кропоткин това означава, че обявяването им за партия на работническата класа, както се представят социалдемократите, т.е. марксистите, е всъщност лъжа, чрез която на дело неутрализират набиращото сила работническо движение, подчинявайки го на интересите на буржоазията. Точно обратното впечатление произвежда у него поведението на привържениците на Бакунин. В резултат на такова щателно проучване на реалното положение в социалистическото движение Кропоткин решава въпроса за третия голям избор в живота си, със съществено значение за бъдещата му дейност, включително и в областта на философията: 
| „ | Теоретическите положения на анархизма, както започнаха тогава да се формират в Юрската федерация, особено от Бакунин, критиката на държавническия социализъм и накрая революционният характер на агитацията сред юрските работници неотразимо действаха на моя ум. Но съзнанието за пълно равенство на всички членове на федерацията, независимостта на съжденията и на начина на изразяването им, което забелязах сред тези работници, а също тяхната беззаветна преданост на общото дело още по-силно привлякоха моите симпатии към тях. И когато, поживял неделя сред работниците часовникари, напуснах планината, моят възглед за социализма вече окончателно се установи. Аз станах анархист. | “ |

След завръщането си в Русия се отдава на писателска дейност, публикувайки своите възгледи и формулирайки в тях своята анархическа програма. За тази му дейност е арестуван през 1874 г. и прекарва две години в Петропавловската крепост като затворник. Успява да избяга по време на превозването му до затворническата болница и да емигрира.

След смъртта на Михаил Бакунин, Кропоткин е възприет за най-авторитетния теоретик на анархизма. Анархическото общество, според Кропоткин е: 
| „ | Асоциация на равнопоставени хора, над които няма власт и насилие от страна на държавата; свободната кооперация и свободните съюзи ще се основават на взаимопомощ и солидарност, ще създадат нов – красив и свободен – живот, всяка тенденция към централизация ще бъде отстранена, а частната инициатива – поощрявана. | “ |

През 1881 г. Швейцария изгонва Кропоткин по настояване на руското правителство. Така той се установява във Франция, където през 1883 е осъден на 5 години затвор за проповядване на анархизъм. През 1886 г. Кропоткин е амнистиран и заминава за Англия. Там той написва голям брой трудове, преведени и издадени в много страни на света, сред които са: „Великата френска революция. 1789 – 1793“, „Записки на революционера“, „Съвременната наука и анархията“ и др.

## Последни години (1917 – 1921)
През юни 1917 г., след избухването на Революцията и след 40-годишна емиграция, Кропоткин се завръща в Русия. Там отказва предложението на Александър Керенски да стане министър във Временното правителство. Поради липса на средства се премества да живее в град Дмитров, продължавайки да работи над труда си „Етика“. През периода 1918 – 1920 г. има няколко срещи с Владимир Ленин, а по-късно многократно му пише и критикува червения терор.
Кропоткин умира от пневмония на 8 февруари 1921 година в Дмитров на 78-годишна възраст. Погребението му се превръща в последната анархистична манифестация в Москва. След ковчега му манифестират 20 000 души с черни знамена и скандират: „Където има държава – няма свобода“ и „Освобождението на работниците е тяхно собствено дело“. Процесията преминава покрай затвора Бутирки и затворниците изпращат големия учен, хуманист и революционер, пеейки анархистични песни и удряйки по решетките на килиите си. Това отбелязва и края на Руската революция – месец по-късно избухва Кронщатското въстание, което е жестоко потушено. Хиляди работници и анархисти са избити или хвърлени в затворите и лагерите, вследствие на развихрилата се болшевишка реакция.

## Памет
Името на Кропоткин носят:
- връх Кропоткин (71°51′ ю. ш. 6°35′ и. д. / 71.85° ю. ш. 6.583333° и. д.) на Брега Принцеса Астрид в Антарктида;
- връх Кропоткин (78°08′ с. ш. 17°46′ и. д. / 78.133333° с. ш. 17.766667° и. д.) на остров Западен Шпицберген в архипелага Шпицберген;
- изгаснал вулкан Кропоткин (52°42′ с. ш. 99°00′ и. д. / 52.7° с. ш. 99° и. д.) в Саянските планини, Русия;
- леден купол Кропоткин (80°43′ с. ш. 48°20′ и. д. / 80.716667° с. ш. 48.333333° и. д.) на остров Земя Александър в архипелага Земя на Франц Йосиф;
- ледник Кропоткин (78°23′ с. ш. 101°20′ и. д. / 78.383333° с. ш. 101.333333° и. д.) в югоизточната част на остров Болшевик в архипелага Северна земя;
- ледник Кропоткин (75°28′ с. ш. 61°44′ и. д. / 75.466667° с. ш. 61.733333° и. д.) на източното крайбрежие на Северния остров на Нова земя;
- град Кропоткин в Краснодарски край на Русия;
- селище от градски тип Кропоткин в Иркутска област на Русия;
- станция „Кропоткинская“ на Московското метро;
- улица „Кропоткин“ – 26 улици в различни градове на Русия;
- улица „Кропоткин“ – 6 улици в различни градове на Украйна;
- хребет Кропоткин в Иркутска област на Русия, вододел на реките Жуя и Витим от басейна на Лена.